# Te Awatuiau Lagoon
Die Te Awatuiau Lagoon ist eine Lagune auf der Insel Ruapuke Island, die zur Region Southland von Neuseeland gehört.

## Geographie
Die Te Awatuiau Lagoon befindet sich im westlichen Teil von Ruapuke Island, die rund 14 km südlich der Südküste der Südinsel von Neuseeland zu finden ist. Die Lagune besitzt bei Überflutung einen Zugang im nördlichen Teil zum Meer. Dann nimmt die Lagune Besitz von einer Fläche von rund 13 Hektar ein. Der vom Meer abgeschottete Teil umfasst hingegen eine Fläche von rund 4,3 Hektar. Mit einer Südwest-Nordost-Ausdehnung erstreckt sich die Lagune über eine Länge von rund 880 m und besitzt ein maximale Breite von rund 170 m.